# Alastor kuehlhorni
Alastor kuehlhorni är en stekelart som beskrevs av Giordani Soika 1958. Alastor kuehlhorni ingår i släktet Alastor och familjen Eumenidae. Inga underarter finns listade i Catalogue of Life.